# Songdo Moonlight Festival Park (métro d'Incheon)
Songdo Moonlight Festival Park (en coréen : 송도달빛축제공원역) est la station terminus sud-ouest de la ligne 1 du métro d'Incheon. Elle est située sous la Incheon-tower-daero au 340 Songdo-dong, dans l'arrondissement de Yeonsu-gu à Incheon en Corée du Sud.
Ouverte en 2020, elle est desservie par les rames omnibus qui circulent sur la ligne. Depuis 2010 la billetterie est fondue dans celle du métro de Séoul.

## Situation sur le réseau

Plan du réseau du métro de Séoul (2023)

La station souterraine Songdo Moonlight Festival Park est le terminus sud-ouest de la ligne 1 du métro d'Incheon, elle est située avant la station Quartier d'affaires international, en direction du terminus nord Gyeyang.

## Histoire
La station Songdo Moonlight Festival Park, nouveau terminus de la ligne 1, est mise en service le 12 décembre 2020, lors du prolongement de la ligne depuis l'ancien terminus Quartier d'affaires international.

## Services aux voyageurs

### Accès et accueil
La station souterraine est établie sous la voie routière Incheon-tower-daero  au 340 Songdo-dong. Elle dispose de quatre bouches, numérotées de 1 à 4. Comme toutes les stations, elle est équipée d'automates pour l'achat de titres de transport valables sur l'ensemble du réseau du métro de Séoul, car depuis 2010, le métro d'Incheon ne dispose plus de son propre système de billetterie, il est intégré dans le système du métro de Séoul. Cette fusion est aussi visible sur les plans du métro de Séoul qui incluent maintenant le Métro d'Incheon.

### Desserte
Songdo Moonlight Festival Park est desservie par les rames omnibus qui circulent sur la ligne 1 du métro d'incheon. Elle dispose de deux voies encadrées par deux quais équipés de portes palières.

Installations
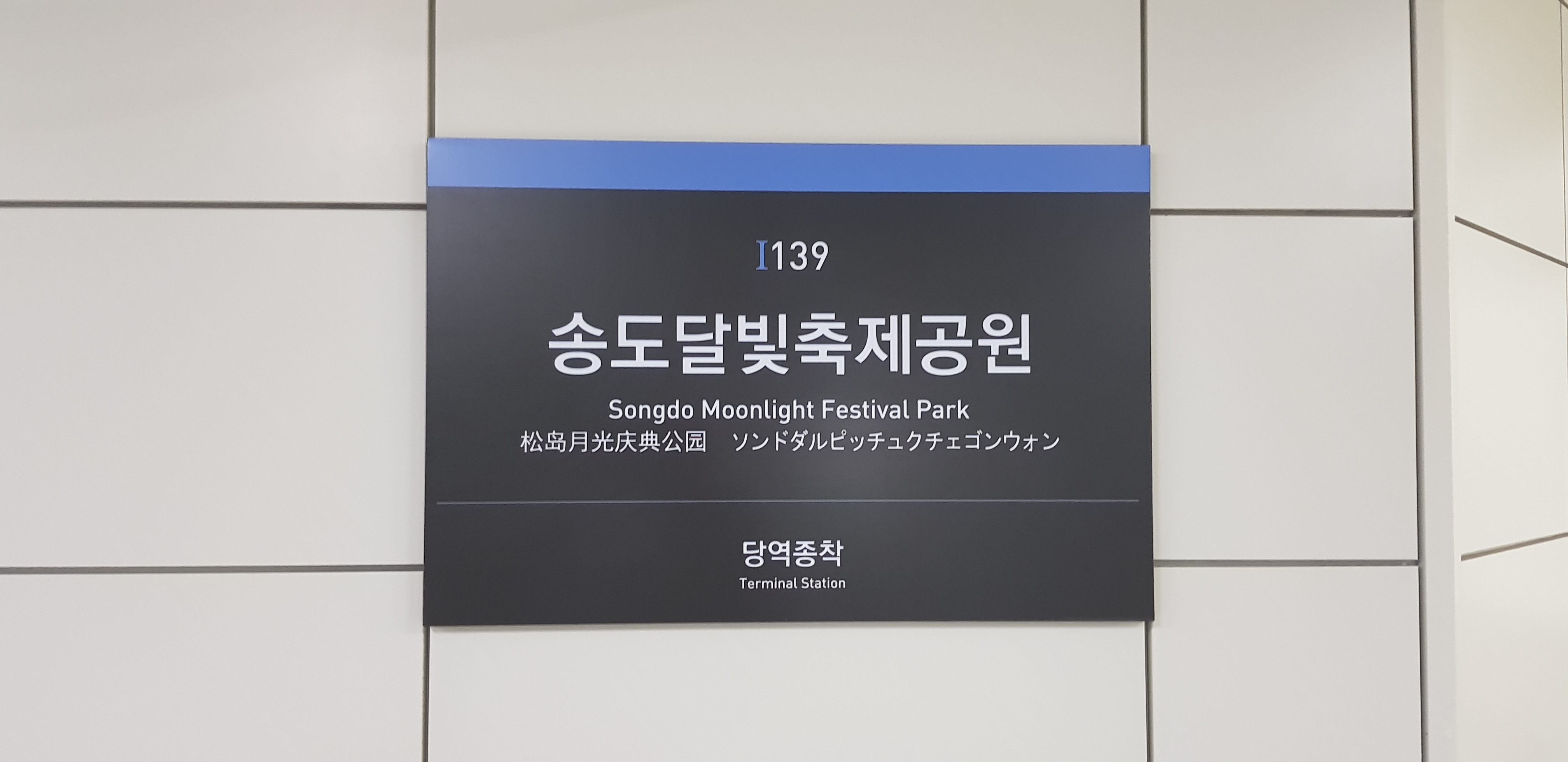
En 2021.
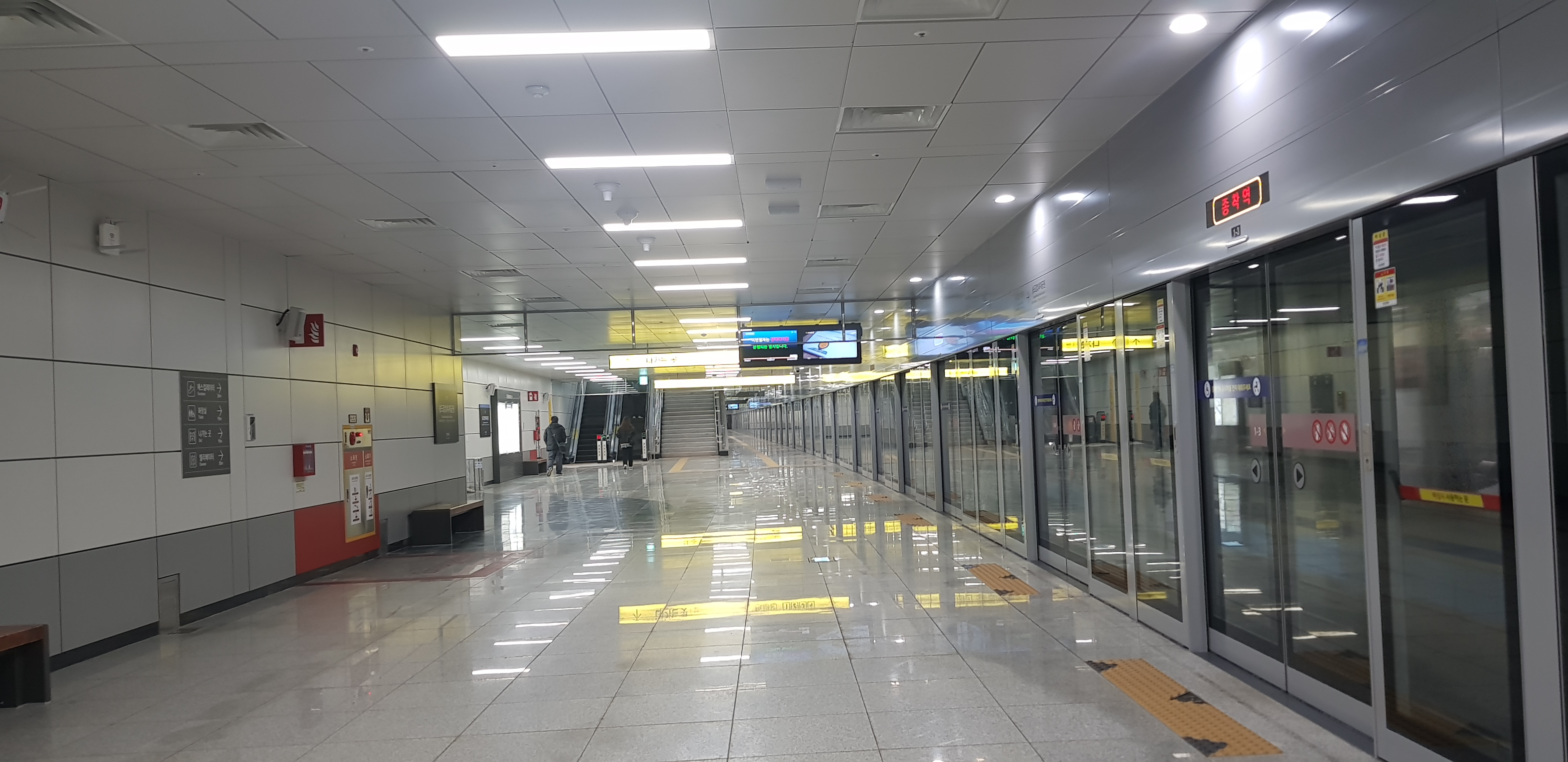
En 2021.

### Intermodalité
Des arrêts de bus sont établis à proximité des bouches de la station